# Ashkar Meydān
Ashkar Meydān (persiska: اشکر میدان) är en ort i Iran.   Den ligger i provinsen Gilan, i den norra delen av landet, 190 km nordväst om huvudstaden Teheran. Ashkar Meydān ligger 1 meter över havet och antalet invånare är 219.
Terrängen runt Ashkar Meydān är platt åt nordost, men åt sydväst är den kuperad. Runt Ashkar Meydān är det ganska tätbefolkat, med 134 invånare per kvadratkilometer. Närmaste större samhälle är Langarud, 13,7 km nordväst om Ashkar Meydān. Trakten runt Ashkar Meydān består till största delen av jordbruksmark.